# Charles Goodwin
Pour les articles homonymes, voir Goodwin.
Charles Goodwin (9 octobre 1943 - 31 mars 2018), est un linguiste américain, professeur honoraire de linguistique appliquée dans plusieurs universités,,.

## Biographie
Formé par Erving Goffman, William Labov et Gail Jefferson, Charles Goodwin contribue à une approche multimodale de l'interaction. Il développe une approche originale sur les phénomènes de coopération et de coordination dans l'interaction. Charles Goodwin soutient une thèse en 1977 à l'université de Pennsylvanie publiée en 1981 portant sur la façon dont les locuteurs  coordonnent la production de leurs énoncés au regard de leur auditeur.
Il a enseigné à partir de 1976 à l'université de Caroline du Sud puis, à partir de 1995, à l'UCLA.
Charles Goodwin constitue l'un des pionniers de l'analyse vidéo pour l'interaction. Il a ainsi contribué à l'étude de la conversation (analyse de conversation) et de la gestualité.
Il s'est également intéressé à la manière dont s'incarnent les actions et la façon dont l'agencement des corps et la matérialité du monde constituent des ressources pour l'interaction.
Ses terrains sont multiples et incluent les interactions en famille, les jeux d'enfants, une ethnographie des sciences archéologiques, le discours aphasique.

## Publications (sélection)
- (en) Conversational Organization: Interaction Between Speakers and Hearers. New York: Academic Press, 1981.
- « Travaux en analyse de la conversation. Entretiens avec Charles et Marjorie Goodwin ». Propos recueillis par Michèle Lacoste & Claudine Dannequin, Langage et société, 1989, vol. 48, no 1, p. 81-102, [lire en ligne].
- (en) (Co-dir.) Rethinking Context: Language as an Interactive Phenomenon, avec A. Duranti, Cambridge, Cambridge University Press, 1992.
- (en) « Professional Vision », American Anthropologist, 96(3), 1994, p. 606–633.
- (Avec Marjorie Harness Goodwin) « La coopération au travail dans un aéroport », Réseaux, 15(85), 1997, p. 129–162, [lire en ligne].
- (en) « Environmentally Coupled Gestures », in S. D. Duncan, J. Cassel, & E. T. Levy (dir.), Gesture and the dynamic dimension of language, p. 195–212, Amsterdam/Philadelphia, John Benjamins Publishing Company, 2007.
- (en) « Co-Constructing Meaning in Conversations with an Aphasic Man », in Research on Language & Social Interaction, 28(3), 1995, p. 233–260.